# Mikael Vasunta
Yrjö Mikael Vasunta, ursprungligen Palmroth, född 12 april 1891 i Tavastehus, död 4 april 1935 i Hauho, var en finländsk musiker, journalist, manusförfattare och översättare.
Vasunta var son till kaplanen Wilhelm Palmroth och Olga Maria Mathilda Armfelt samt äldre bror till kompositören Toivo Palmroth och författaren Reino Palmroth.  1908–1912 studerade han violin vid konservatorierna i Sankt Petersburg, Dresden och Wien samt var 1913–1914 musiker vid Helsingfors filharmoniker. 1914 flyttade han till Kotka för att arbeta som tidningsman. Inbördeskrigets utbrott 1918 resulterade i en militär karriär för Vasunta, som förde befälet över Kotkas skyddskår i slagen om Borgå, Lovisa och Pellinge. Under striderna i Savitaipale var Vasunta kompanichef i Kymmenedalens skyddskår. Efter kriget befordrades han till löjtnant och utnämndes till kommendant för fästningen Kymmeneborg samt belönades med Frihetskorsets orden.
Efter freden återgick han till journalistyrket. En tid var han bosatt i Tyskland, Österrike och Italien, och var då reporter på Nordische Wirtschaftszeitung. Återkommen till Finland arbetade han bland annat på Satakunnan Kansa. Vasunta var författare till flera pjäser, reseskildringar och noveller.
1921 spelade Vasunta i Teuvo Pakkalas film På krigsstråt (Sotapolulla) då under namnet Yrjö Hirviseppä, en av många pseudonymer han skrev under.